# Take Me as I Am
Take Me as I Am – piosenka zaaranżowana przez Boba Dylana, nagrana przez niego w kwietniu 1969 r. i wydana na albumie Self Portrait w czerwcu 1970 r. Znana także pod tytułem "Take Me as I Am (Or Let Me Go)".

## Historia i charakter utworu
Piosenka została skomponowana i napisana przez Baudleaux Bryanta. Jest to typowa sentymentalna piosenka country. W wykonaniu Raya Price'a dotarła do 10 pozycji na liście przebojów country.
Wersja Dylana jest przesłodzona, tym niemniej znakomicie zaśpiewana jego "głosem country", który artysta wykorzystał po raz pierwszy na albumie Nashville Skyline.

## Muzycy
Sesje 1 i 2
- Bob Dylan – gitara, harmonijka, wokal, pianino
- Norman Blake – gitara
- Fred Carter, Jr. – gitara
- Pete Drake – Elektryczna gitara hawajska
- Bob Moore – gitara basowa
- Bill Pursell – pianino
- Kenneth Buttrey – perkusja

## Wykonania piosenki przez innych artystów
- George Jones – George Jones Sings Like the Dickens! (1964)
- Osborne Brothers – From Rocky Top to Muddy Bottom (1977)
- Don Gibson – Singer, the Songwriter (1949–1960) (1991)
- Little Jimmie Dickens – Country Giant (1995)